# Spoorlijn Le Locle - Les Brenets
De spoorlijn Le Locle - Les Brenets is een Zwitserse spoorlijn tussen Le Locle en Les Brenets in het kanton Neuchâtel.

## Geschiedenis
Het traject werd door de Chemins de fer Régional des Brenets (RdB) op 26 juni 1889 geopend. In 1947 ontstond de Chemins de fer des Montagnes Neuchâteloises (CMN) door een fusie tussen Chemin de fer Ponts–Sagne–Chaux-de-Fonds (PSC) en de Régional des Brenets.

## Treindiensten
De treindienst op dit traject wordt uitgevoerd door de Transports Régionaux Neuchâtelois (TRN).

## Aansluitingen
In Le Locte is er een aansluiting van de volgende spoorlijn:
- Spoorlijn Neuchâtel - Morteau

## Toekomst
Omdat grote investeringen nodig zijn in nieuw rollend materieel en de lijn toegankelijk te maken voor personen met een beperking werd besloten om de lijn vanaf 2025 te sluiten en te vervangen door een elektrische bus tussen  Le Locle en Les Brenets. Alternatieven zoals het ombouwen van de lijn op normaalspoor om het aan te sluiten op het net van de Zwitserse federale spoorwegen bleken veel te duur te zijn. 

## Elektrische tractie
Het traject werd geëlektrificeerd met een spanning van 1500 volt gelijkstroom.